# Cibiuk Kaler
Cibiuk Kaler is een bestuurslaag in het regentschap Garut van de provincie West-Java, Indonesië. Cibiuk Kaler telt 6811 inwoners (volkstelling 2010).